# Gustav von der Lancken (Historiker)
Christoph Diederich Gustav von der Lancken (* 8. Dezember 1780 in Lanckensburg auf Rügen; † 11. Mai 1831 in Berlin) war ein deutscher Privatgelehrter, Schriftsteller und Historiker.

## Leben
Gustav von der Lancken entstammte der rügischen Adelsfamilie von der Lancken. Seine Eltern waren der Kammerherr Friedrich Christian von der Lancken und dessen Frau Maria Margarethe Antonie von Platen. Nach deren frühem Tod wurde er ab 1787 von dem Bergener Superintendenten Karl Ludwig Droysen, dem Pastor Dohrn in Barth und dem Conrektor Andreas Christoph Niz in Wolgast vorgebildet. Ab 1798 studierte er an der Universität Greifswald, noch im gleichen Jahr wechselte er an die Universität Jena und kehrte 1800 nach Greifswald zurück. Nach zwei Jahren, die er mit Reisen verbrachte, heiratete er eine Tochter des sächsischen Kanzlers Brand von Lindau und ließ sich in Gera nieder. 1805 veräußerte er das väterliche Erbgut Wostevitz auf Rügen und zog nach Berlin. Im folgenden Jahr erwarb er das Gut Neukladow bei Potsdam, wo er bis 1811 lebte. Anschließend kehrte er auf die Insel Rügen zurück, wo er sein Erbgut Varnkewitz übernahm. 
Zwischen 1817 und 1825 lebte er in Greifswald und in Cammin, wo er historische und geographische Studien zu Pommern und Rügen betrieb. Seine Rügensche Geschichte war die erste systematische Darstellung der Geschichte Rügens und der Familie von Putbus. Außerdem verfasste er Gelegenheitsschriften sowie Beiträge zur Zeitschrift Harmonia, zur Allgemeinen Encyclopädie der Wissenschaften und Künste und zum gelehrten Teutschland von Johann Georg Meusel. Für die Hallische Literaturzeitung schrieb er Rezensionen. Seine 1830 anlässlich des Jahrestages der Augsburger Konfession veröffentlichten Worte an seine lieben Landsleute brachten ihm das Wohlwollen des Oberpräsidenten Johann August Sack und des preußischen Kultusministers Karl vom Stein zum Altenstein ein, die seine Vorschläge zur Hebung des Kirchen- und Schulwesens in ihren Anordnungen berücksichtigten.

## Schriften
- Rügensche Geschichte. Ein Versuch von C. D. Gustav v. d. Lancken. Erster Theil. Mauritius, Greifswald 1819.
- Blüthen der Musse. Teil 1, Mauritius, Greifswald 1819.
- Auch ein paar Worte zu der nahen Feier d. 24. und 25. Juny 1830 : an seine lieben Landsleute, die Pommern. Kunike, Greifswald 1830.